# جیمز مک کاللا
جیمز مک کاللا (انگلیسی: James MacCullagh؛ 1809 – 24 October 1847, Dublin, Ireland) دانشمند در زمینه فیزیک اهل جمهوری ایرلند بود.
وی همچنین برندهٔ جوایزی همچون همکار انجمن سلطنتی و مدال کاپلی شده‌است.